# シルパー・シュクラ
シルパー・シュクラ（Shilpa Shukla、1982年2月22日 - ）は、インドのヒンディー語映画で活動する女優。

## 生い立ち
ビハール州ヴァイシャーリー県に暮らす官僚・学者一家の出身であり、兄テンジン・プリヤダルシは仏教僧、妹は弁護士として活動している。

## フィルモグラフィー

### 映画
- Khamosh Pani（2003年）
- Hazaaron Khwaishein Aisi（2005年）
- 行け行け! インド（英語版）（2007年）
- Frozen（2007年）
- Bhindi Bazaar（2011年）
- Rajdhani Express（2013年）
- B.A. Pass（2013年）
- Crazy Cukkad Family（2015年）
- Bombairiya（2019年）
- HIT: The First Case（2022年）
- Farrey（2023年）
- Bastar: The Naxal Story（2024年）
- Yudhra（2024年）

### テレビシリーズ
- Savdhaan India（2012年）
- Specials @ 10（2009年）

### ウェブシリーズ
- Mentalhood（2020年）
- Hostages（2020年）[3]
- Criminal Justice: Behind Closed Doors（2020年）[4]
- フォー・モア・ショット・プリーズ!（英語版）（2022年）
- Aar Ya Paar（2022年）
- Taaza Khabar（2023年）
- 炎の壁（英語版）（2023年）

## 受賞歴

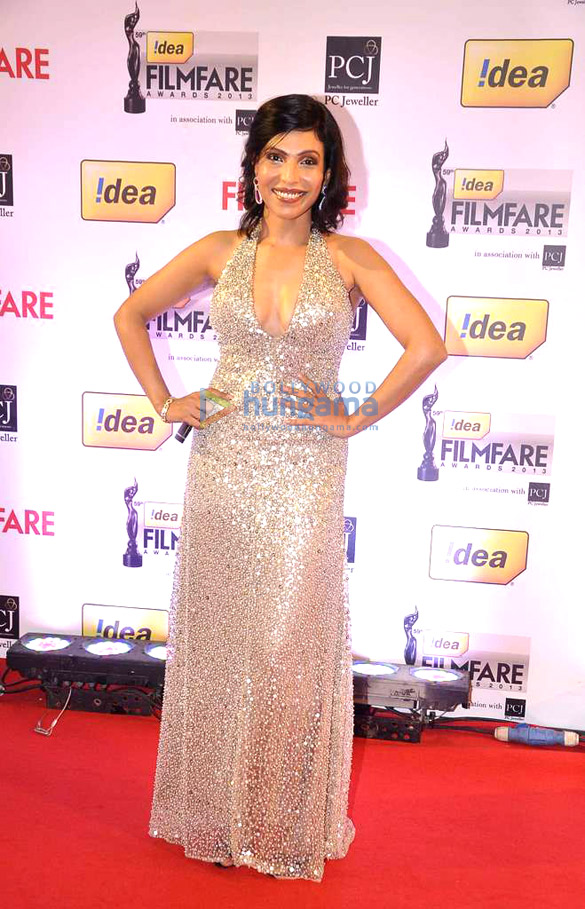
第59回フィルムフェア賞授賞式に出席するシルパー・シュクラ

| 年                           | 部門                       | 作品                 | 結果             | 出典             |
| フィルムフェア賞             | フィルムフェア賞           | フィルムフェア賞     | フィルムフェア賞 | フィルムフェア賞 |
| ---------------------------- | -------------------------- | -------------------- | ---------------- | ---------------- |
| 2008年                       | 助演女優賞                 | 『行け行け! インド』 | ノミネート       | [ 5 ]            |
| 2014年                       | 審査員選出女優賞           | 『B.A. Pass』        | 受賞             | [ 6 ]            |
| フィルムフェアOTT賞          |                            |                      |                  |                  |
| 2023年                       | コメディシリーズ助演女優賞 | 『Taaza Khabar』     | ノミネート       | [ 7 ]            |
| 国際インド映画アカデミー賞   |                            |                      |                  |                  |
| 2008年                       | 悪役賞                     | 『行け行け! インド』 | ノミネート       | [ 8 ]            |
| ジー・シネ・アワード         |                            |                      |                  |                  |
| 2008年                       | 悪役賞                     | 『行け行け! インド』 | ノミネート       | [ 9 ]            |
| スター・スクリーン・アワード |                            |                      |                  |                  |
| 2008年                       | 助演女優賞                 | 『行け行け! インド』 | 受賞             | [ 2 ]            |
| 2014年                       | 悪役賞                     | 『B.A. Pass』        | 受賞             | [ 10 ]           |
| 製作者組合映画賞             |                            |                      |                  |                  |
| 2008年                       | 悪役賞                     | 『行け行け! インド』 | ノミネート       | [ 2 ]            |